# Deanna Russo
Deanna Russo (Nueva Jersey, 17 de octubre de 1979) es una actriz de cine y televisión estadounidense.

## Biografía
Deanna es conocida por interpretar en 2007 el papel de la Dra. Logan Armstrong en la telenovela The Young and the Restless. Recientemente ha protagonizado la película y posterior serie de El coche fantástico de 2008 en el papel de Sarah Graiman, la hija del creador de KITT.
Anteriormente realizó apariciones esporádicas en diversas series de éxito como CSI: Las Vegas, CSI: Nueva York, Embrujadas, Being Human (USA) y How I Met Your Mother. También apareció en 2008 en la película Ghost Voyage. 
Además, dirigió el premiado cortometraje de comedia A Taste of Kream.[cita requerida] 
Russo ha aparecido en varios anuncios para Ford, Axe, Disney, etc. Uno de sus comerciales de Axe fue seleccionado entre "los anuncios más divertidos de 2007".[cita requerida]
También apareció en la portada de revistas como Health y Elegant Bride, y fue Babe of the Month en la revista Playboy en diciembre de 2007.
Participó en la serie Two and a Half Men, durante la temporada 12 como Laurel en los episodios 7,9 y 10.